# Buabe
Buabe ist ein Ort im Nordwesten des Festlandteils von Äquatorialguinea. Sie gehört administrativ zur Provinz Litoral.

## Geographie
Der Ort liegt am Cabo Campo, dem nordwestlichsten Zipfel im Festlandteil von Äquatorialguinea, nur etwa zwei Kilometer südwestlich der nördlichsten Siedlung Río Campo.
Am Cabo Campo liegen die Punkte Punta Epole und Punta Cuche. Die nächstgelegenen Siedlungen im Süden sind Beningo und London.

## Klima
Nach dem Köppen-Geiger-System zeichnet sich Buabe durch ein tropisches Klima mit der Kurzbezeichnung Am aus.